# Орандж-Коув (Каліфорнія)
Орандж-Коув (англ. Orange Cove) — місто (англ. city) в США, в окрузі Фресно штату Каліфорнія. Населення — 9649 осіб (2020).

## Географія
Орандж-Коув розташований за координатами 36°37′14″ пн. ш. 119°19′7″ зх. д. / 36.62056° пн. ш. 119.31861° зх. д. (36.620679, -119.318575).  За даними Бюро перепису населення США в 2010 році місто мало площу 4,95 км², уся площа — суходіл. В 2017 році площа становила 4,64 км², уся площа — суходіл.

## Демографія
Згідно з переписом 2010 року, у місті мешкало 9078 осіб у 2068 домогосподарствах у складі 1854 родин. Густота населення становила 1833 особи/км².  Було 2231 помешкання (451/км²).
Расовий склад населення:
| - 43,4 % — білих - 1,4 % — корінних американців - 1,1 % — азіатів - 0,8 % — чорних або афроамериканців - 49,4 % — осіб інших рас |

До двох чи більше рас належало 3,9 %. Частка іспаномовних становила 92,7 % від усіх жителів.
За віковим діапазоном населення розподілялося таким чином: 39,9 % — особи молодші 18 років, 54,4 % — особи у віці 18—64 років, 5,7 % — особи у віці 65 років та старші. Медіана віку мешканця становила 23,6 року. На 100 осіб жіночої статі у місті припадало 100,9 чоловіків;  на 100 жінок у віці від 18 років та старших — 100,1 чоловіків також старших 18 років.
Середній дохід на одне домашнє господарство  становив 34 566 доларів США (медіана — 26 838), а середній дохід на одну сім'ю — 34 761 долар (медіана — 25 030). Медіана доходів становила 27 370 доларів для чоловіків та 19 107 доларів для жінок. За межею бідності перебувало 53,0 % осіб, у тому числі 70,4 % дітей у віці до 18 років та 26,6 % осіб у віці 65 років та старших.
Цивільне працевлаштоване населення становило 2949 осіб. Основні галузі зайнятості: сільське господарство, лісництво, риболовля — 40,0 %, роздрібна торгівля — 10,9 %, освіта, охорона здоров'я та соціальна допомога — 8,7 %, оптова торгівля — 8,5 %.